# Вакцинація проти COVID-19 на Кабо-Верде
Вакцинація проти COVID-19 на Кабо-Верде — це кампанія масової імунізації населення Кабо-Верде проти COVID-19 під час пандемії коронавірусної хвороби. Вакцинальна кампанія в країні розпочалась у березні 2021 року.

## Використання вакцин
Кабо-Верде вела переговори з кількома виробниками вакцин. Країна мала намір отримати 267293 дози вакцини через механізм COVAX.
| Вакцина            | Схвалення | Використання    |
| ------------------ | --------- | --------------- |
| Oxford–AstraZeneca | Так       | 19 березня 2021 |
| Pfizer–BioNTech    | Так       | 19 березня 2021 |

## Хронологія
Кабо-Верде вела переговори з низкою виробників вакцин. Завдяки механізму COVAX країна отримала 24 тисячі доз вакцини Oxford–AstraZeneca проти COVID-19 12 березня та 5850 доз вакцини Pfizer–BioNTech проти COVID-19 14 березня 2021 року. Щеплення розпочалися 19 березня 2021 року. До кінця місяця було введено 3699 доз вакцини.
До 19 квітня 2021 року було щеплено 8330 осіб, більшість з яких вакциною Oxford–AstraZeneca. До кінця квітня було введено 15780 доз вакцини.
Станом на 12 травня 2021 року було введено 21318 доз вакцини. До кінця травня було введено 27276 доз вакцини.
До кінця червня 2021 року було введено 86434 дози вакцини.
До кінця липня 2021 року було введено 173183 дози вакцини.
До кінця серпня 2021 року було введено 296476 доз вакцини.
До кінця вересня 2021 року введено 414,3 тисяч доз вакцини.
До кінця жовтня 2021 року введено 504434 дози вакцини. 94 % цільового населення були повністю вакциновані.
До кінця листопада 2021 року введено 544075 доз вакцини. До середини листопада все цільове населення було повністю вакциновано.
До кінця грудня 2021 року введено 571130 доз вакцини. Все цільове населення було повністю вакциновано.
До кінця січня 2022 року введено 611615 доз вакцини. Все цільове населення було повністю вакциновано.
До кінця лютого 2022 року введено 704843 дози вакцини. Все цільове населення було повністю вакциновано.
До кінця березня 2022 року введено 728077 доз вакцини. Все цільове населення було повністю вакциновано.
До кінця квітня 2022 року введено 752 194 дози вакцини. Все цільове населення було повністю вакциновано.